# Seoul Broadcasting System
Seoul Broadcasting System (SBS) južnokorejska je radio i televizijska mreža osnovana 1990. godine. Sjedište joj je u Seulu.

## Televizijski kanali

### Zemaljski
- SBS TV

### Kabel
- SBS Plus
- SBS Golf
- SBS funE
- SBS Sports
- SBS CNBC
- SBS MTV
- Nickelodeon Korea

## Radio stanice
- SBS Love FM
- SBS Power FM
- SBS V-Radio

## Vanjske poveznice
- Službena stranica